# Massif de Pskem
Le massif de Pskem (en russe : Пскемский хребет ; en kirghize : Пскем тоо кыркасы) est un massif montagneux des monts Tian occidentaux qui marque la frontière naturelle entre l'Ouzbékistan et le Kirghizistan. Il se trouve à la limite entre le nord-est du territoire de la province de Tachkent située en Ouzbékistan et celui de la province de Jalal-Abad au Kirghizistan. Il est formé de calcaire, de micaschiste et de granite. Il s'étend sur 160 kilomètres du nord-est ou sud-ouest. Son point culminant culmine à 4 301 mètres d'altitude. Il est limité au sud-est par la vallée de la rivière Pskem.

## Source
- (ru) Cet article est partiellement ou en totalité issu de l’article de Wikipédia en russe intitulé « Пскемский хребет » (voir la liste des auteurs).